# Casino La Constància
El Casino La Constància és un casino cultural de Sant Feliu de Guíxols (Baix Empordà), construït el 1888 —1890. El 1978 va ser declarat bé cultural d'interès nacional. És conegut popularment per «Casino dels Nois».

## L'edifici
L'edifici es va construir a partir de la compra de dues cases situades a la Rambla del Portalet i el carrer Sant Roc. Van ser enderrocades per ubicar-hi el nou edifici que va ser construït el 1888 — 1890 per l'arquitecte General Guitart i Lostaló (1859 — 1926). Va ser ampliat posteriorment els anys 1899 i 1928 per Manuel Vega i March. És un edifici de planta trapezial, amb tres façanes al carrer, que consta de planta baixa, pis i unes golfes a penes visibles a l'exterior. A l'angle que formen dues de les façanes, i a nivell del pis i les golfes, hi ha una tribuna, de planta circular, coronada per tres cúpules sobreposades que sobrepassen l'alçada de la resta de l'edifici.

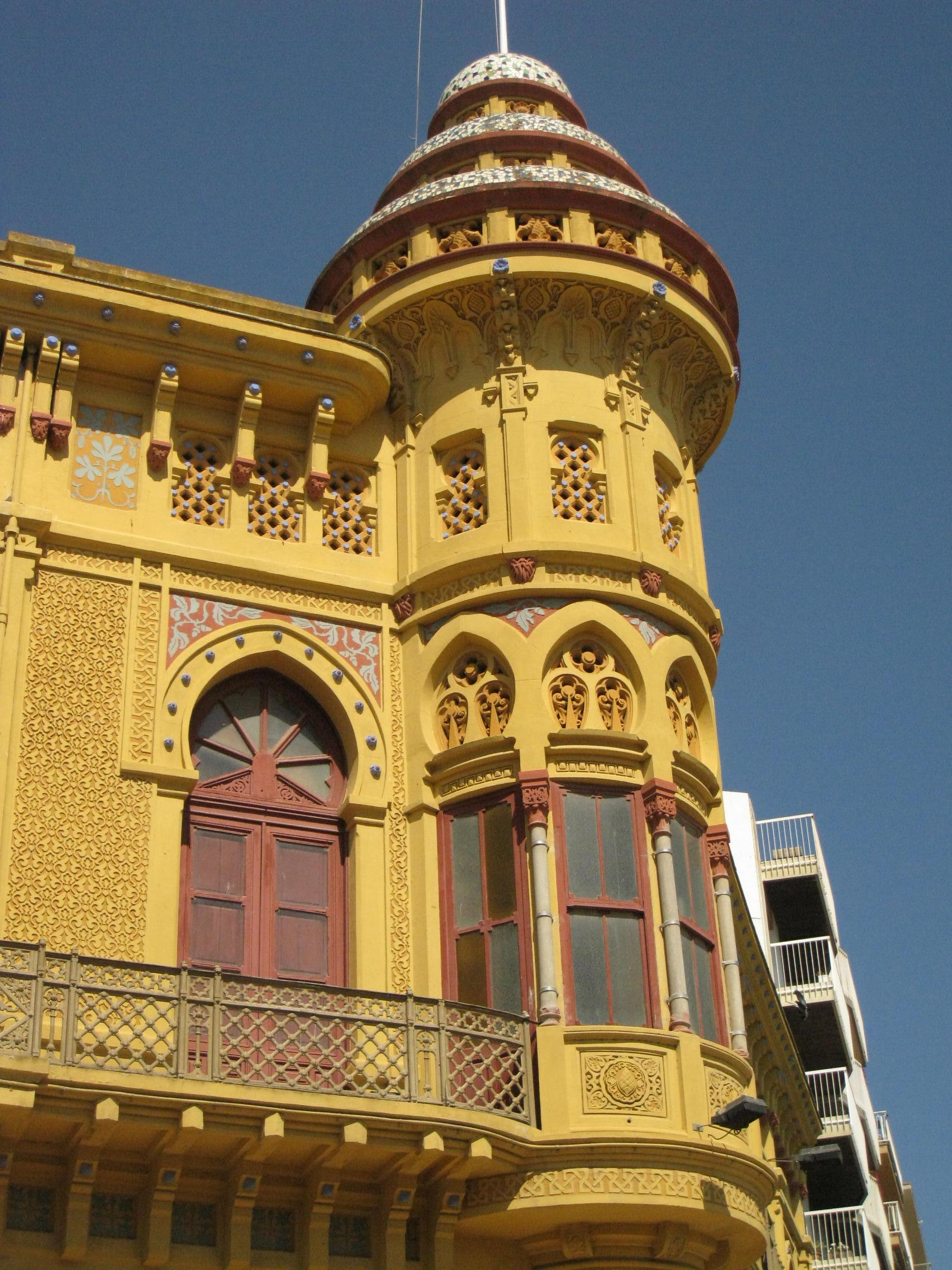
Detall de la tribuna

Tot el conjunt té un aire marcadament orientalista. La cúpula triple, les obertures d'arc de ferradura apuntat, el fris d'arcuacions cegues que ressegueix tota la part superior de l'edifici, els esgrafiats, les gelosies que tanquen les finestres de les golfes, formen part d'un llenguatge historicista o neomedievalista d'arrel romàntica, freqüent a Catalunya des de mitjan segle xix. Les portes d'entrada recorden tant una porta dovellada catalana com una porta àrab d'arc de ferradura; fusionen dues arquitectures totalment allunyades en el tempos i l'espai. La profusió d'elements arabitzants fan que sigui un conjunt molt unitari.

## Història
La seu del Casino s'inaugurà el 1889. La Constància de Sant Feliu de Guíxols, societat obrera i menestral fundada el 1851, era un dels cinc casinos de la població en la línia de les societats i entitats (germandats, socors mutus, d'esbarjo, corals i cooperatives) de la classe obrera que es van formar des de mitjan segle xix.
El nom popular de Casino del Nois fa referència als joves que tenien inquietuds progressistes i una certa empenta i que desenvoluparen dins el Casino tota una sèrie d'activitats de caràcter cultural, activitats filatèliques, fòrums de discussió, gestió d'una biblioteca i ball. Amb l'arribada del turisme, els joves es van allunyar de la seu i va disminuir el nombre de socis considerablement pel que la junta de l'entitat es va plantejar enderrocar l'edifici per construir-hi un bloc de pisos de 20 metres d'alçada. Però gràcies a una comissió creada amb la finalitat de conservar-lo i ajudada pel suport popular, l'edifici es va aconseguir mantenir intacte i actualment és un dels més valorats de Sant Feliu de Guíxols i és l'únic edifici social del vuit-cents que ha arribat intacte a l'actualitat.